# Спартак (Донецький район)
Спарта́к — село Ясинуватської міської громади Донецького району Донецькій області, Україна. Населення становить 1956 осіб.

## Загальні відомості
Спартак розташований за 12 км на південний захід від центру громади, безпосередньо межує з Київським районом обласного центру. Поблизу села бере початок річка Водяна.
Загальна площа — 1,524 км². Найближча залізнична станція — Донецьк-Північний, за 4 км. У селі розташований залізничний зупинний пункт РЕД та роз'їзд 7 км лінії Донецьк — Авдіївка.
Північною околицею села проходить автошлях E50. Через Спартак пролягає автошлях Т 0505 (Донецьк — Авдіївка).
На заході від села — злітна смуга Донецького аеропорту.
На північній околиці — вентиляційній ствол шахти «Бутівка Донецька».

## Історія
Спартак заснований у 1922 році переселенцями з села Яковлівка.
1930 року засновано колгосп «Спартак».
Під час німецько-радянської війни участь у бойових діях брали 258 місцевих жителів, з них 48 осіб загинуло.
На початку 1970-х років у селі діяли центральна садиба радгоспу «Спартак», восьмирічна школа, клуб, бібліотека, дитячий садок, магазин та їдальня.
До 2000 р. у Спартак ходив Авдіївський трамвай № 3.

## Війна на сході України
Упродовж війни на сході України село потрапило до зони бойових дій.
22 вересня 2014-го загинув у бою в районі аеропорту Донецька під час мінометного обстрілу  збройними формуванням з боку села Спартак вояк Олексій Пінчук. 5 жовтня 2014-го двоє бійців загинули в бою під час атаки під селом Спартак. Прямим попаданням із танка бійців викинуло з броні БТРа, під обстрілами не вдалося їх знайти. Побратими до останнього намагались вірити, що хлопці могли бути в полоні. На початку листопада бійці зачистили висоту під Спартаком та витягли з поля бою два обгорілих й понівечених тіла — Олександра Підлубного та Антона Кіреєва.
18 січня терористи з «Градів» обстрілюють Спартак, загинули солдати 95-ї бригади Сергій Парубець та Сергій Сурженко, старший лейтенант Дмитро Івах, старший солдат 25-ї бригади Андрій Воробйов. 19 січня 2015 року поблизу Спартака українська артилерія під час боїв за Донецький аеропорт придушила вогневі точки терористично-російських угрупувань. Три самохідні артилерійські установки терористів після ударів української артилерії зазнали значних пошкоджень та на буксирі були відтягнуті в район Горлівки. Згодом українські війська закріпилися на околиці села. 20 січня 25-та бригада вела бої з терористами на околиці Спартака, загинув старшина Ігор Терещук. 22 січня вони відійшли від Спартака, утримуючи рубіж Піски-Опитне та західну частину донецького аеропорту. 26 січня під Спартаком загинули військовики 95-ї бригади — прапорщик Михайло Рачок, сержант Олександр Білокуров, солдати В'ячеслав Гага, Дмитро Синюк, Анатолій Стратович. Снайпери під керівництвом старшого лейтенанта Євгена Гончара зупиняли відхід піхоти терористів. 29 січня під час вогневого контакту з терористами загинув сержант 13-го батальйону Микола Назарчук. 10 лютого під час вогневого контакту з терористами загинули старшина 95-ї бригади Сергій Порозінський та солдати Іван Рудницький, Олександр Саєнко й Андрій Ущапівський. 16 лютого 2015-го штурмова група здійснила прорив оточення, взяла під контроль важливий напрямок відходу українських бійців. Завдяки швидкій реакції, ефективним діям та особистому прикладу Євгена Галушки було знищено кілька вогневих позицій терористів та встановлено вогневий контроль. Солдат Галушка був поранений, але відмовився від евакуації та продовжив виконувати поставленні бойові завдання. 29 квітня 2015-го загинув від вибухової травми солдат 25-ї бригади Микола Довгий. Протягом 16-17 лютого 2017 року внаслідок «дружнього обстрілу» втрати терористів склали 10 вбитими та 2 пораненими.

## Населення

### Мова
Розподіл населення за рідною мовою за даними перепису 2001 року:
| Мова            | Кількість | Відсоток |
| --------------- | --------- | -------- |
| російська       | 1499      | 76.64%   |
| українська      | 446       | 22.80%   |
| білоруська      | 6         | 0.31%    |
| вірменська      | 3         | 0.15%    |
| болгарська      | 1         | 0.05%    |
| інші/не вказали | 1         | 0.05%    |
| Усього          | 1956      | 100%     |

За даними перепису 2001 року населення села становило 1956 осіб, з них 22,8 % зазначили рідною мову українську, 76,64 % — російську, 0,31 % — білоруську, 0,15 % — вірменську та 0,05 % — болгарську мову.

## Соціальна сфера
У Спартаку діють будинок культури, загальноосвітня школа I—III ступенів, ясла-садок «Колосок», амбулаторія, пошта, відділення «Ощадбанку», а також Свято-Духівський храм.

## Пам'ятки
1974 року на вулиці Центральній, поблизу сільради Спартака, було встановлено обеліск з іменами воїнів-односельчан, які загинули під час німецько-радянської війни. Також на сільському цвинтарі знаходиться братська могила радянських воїнів і військовополонених.